# Depalpata
Depalpata is een geslacht van vlinders van de familie uilen (Noctuidae), uit de onderfamilie Agaristinae.

## Soorten
- D. mirabilis Rothschild, 1919
- D. pridgeoni Talbot & Joicey, 1922